# Lemania

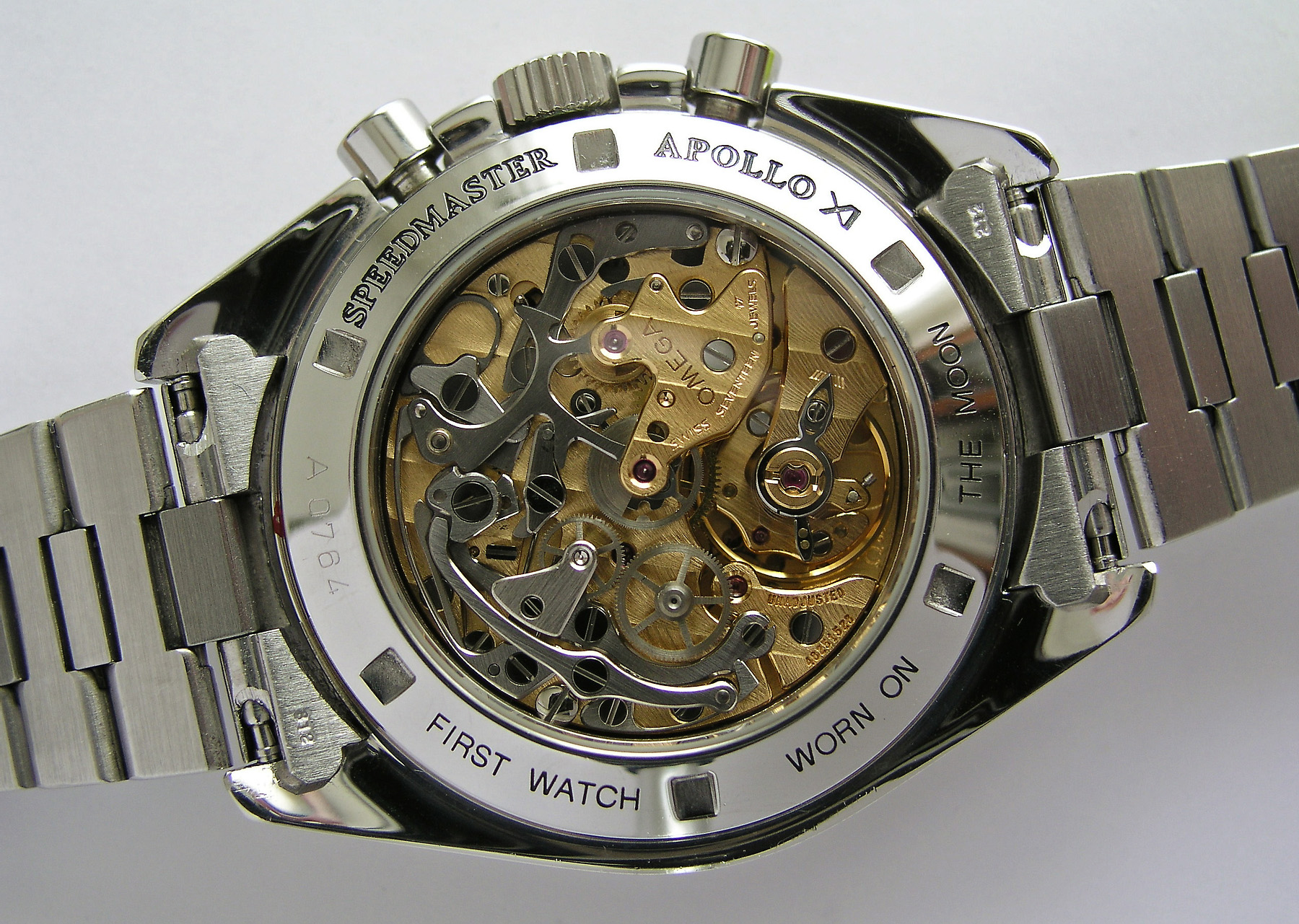
Uhrwerk der Omega Speedmaster Professional

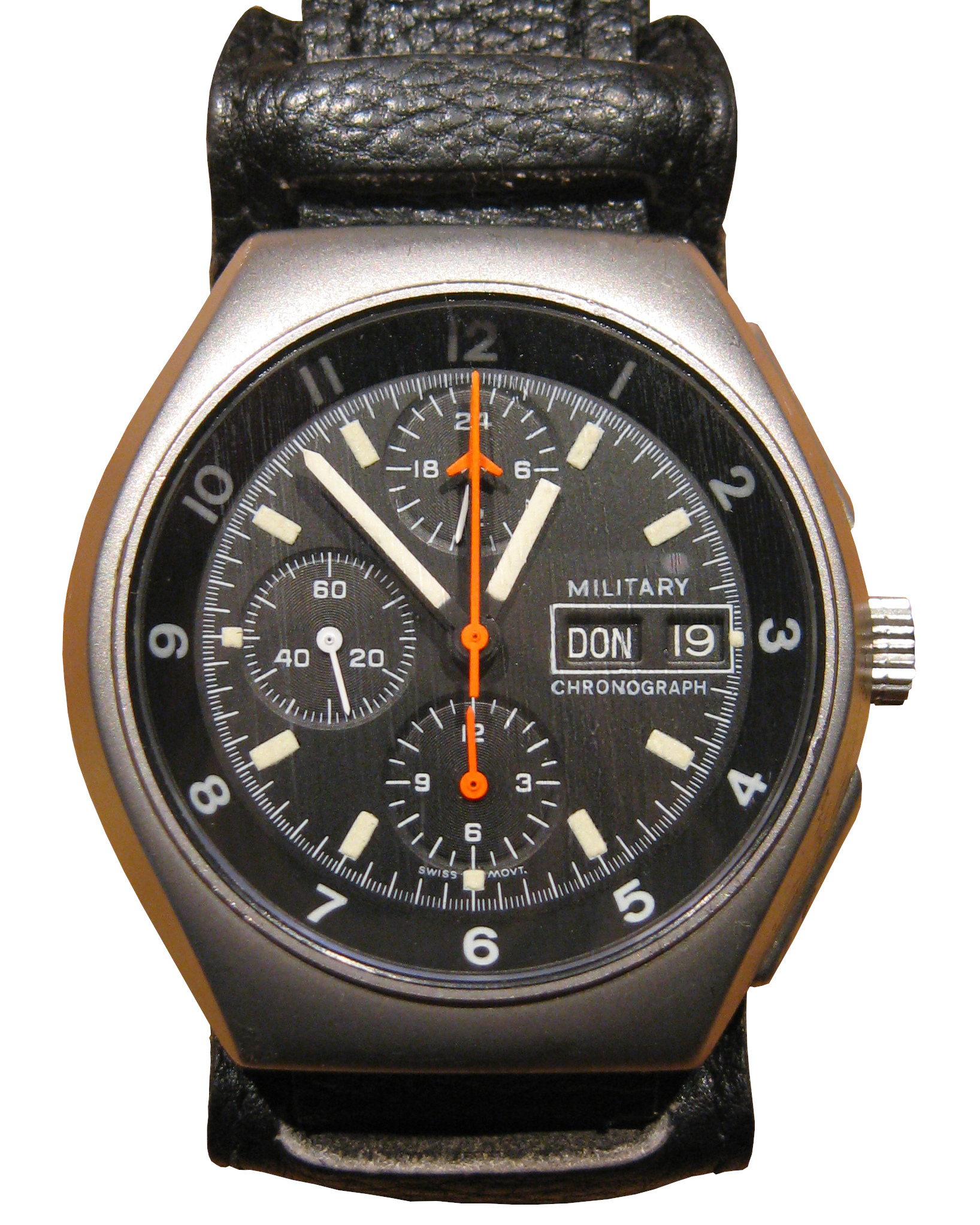
Chronograph von Tutima mit Lemania 5100

Die Schweizer Uhren- und Uhrwerkefabrik Lemania wurde 1884 von Alfred Lugrin (1858–1920) gegründet, der seine Fachkenntnisse als Hilfsarbeiter bei Jaeger-LeCoultre in Le Sentier erworben hatte. Wegen der überragenden Qualität seiner Uhrwerke erhielt Lugrin hohe Auszeichnungen und Goldmedaillen bei Ausstellungen 1906 in Mailand und 1914 in Bern. Er hatte sich von Anfang an auf die Fertigung von Chronographen, Stoppuhren und Uhren mit Repetitionsschlagwerk spezialisiert.
Bis zum Jahr 1930 firmierte die Fabrik unter Lugrin S.A., bis Lugrins Schwiegersohn Marius Meylan den Markennamen Lemania Watch Co. mit Sitz in l’Orient etablierte. 1932 schlossen sich Lemania, Omega und Tissot zur SSIH-Gruppe zusammen. Durch die enge Zusammenarbeit mit Omega entstanden grossartige Chronographen-Kaliber.
Berühmt wurde das Lemania Kaliber 2310 (Omega Kaliber 321) mit der Omega Speedmaster Professional, die 1962 von der NASA für bemannte Raumflüge qualifiziert wurde und am 21. Juli 1969 Buzz Aldrin bei seinen ersten Schritten auf dem Mond begleitete. Bei den Uhren mit Sichtglas im Boden wurde das Kaliber 1883 (Omega Kaliber 864) eingesetzt, das eine verbesserte Finissage hat.
Mit dem Aufkommen von elektronischen Uhren in den 1970er Jahren brachen die Umsätze mit mechanischen Uhren der SSIH-Gruppe massiv ein. 1980 erteilten die Gläubiger-Banken Nicolas Hayek den Auftrag, die Gruppe zu restrukturieren. Im Zuge eines Management-Buy-outs trennte sich Lemania 1981 von der SSIH-Gruppe und änderte seinen Namen in Nouvelle Lemania. 1992 kam die Nouvelle Lemania zur Groupe Horloger Breguet und wurde im Jahr 1999 doch noch von Hayeks Swatch Group übernommen. Die Lemania-Kaliber werden noch heute in Uhren zahlreicher namhafter Marken verwendet.